# Mutaga Mbikije
Mutaga Mbikije (1892 – 30 novembre 1915) fu re del Burundi dal 1908 al 1915 ed ebbe due figli: Mwambutsa Bangiricenge e il Principe Ignace Kamatari.
Il regno di Mutaga Mbikije fu corto e molto travagliato, caratterizzato da rivalità ed intrighi non ancora del tutto chiariti.
Mwezi Gisabo aveva designato come suo successore Mbikije, nato nel 1892 dalla mwamikazi (regina) Ntibanyiha (e non della moglie preferita Ririkumutima come generalmente si ritiene). Mwezi l'aveva rivelato (da qui il nome di Mbikije, dal verbo kubitsa, confidare) alla moglie preferita perché lo allevasse e lo educasse come proprio figlio.

Alla morte del vecchio re viene quindi incoronato il sedicenne principe designato che prende il nome di Mutaga.
Il suo regno inizia con una reggenza, vista la giovane età. Come tutore viene designato il capo (capitano)  Ntarugera, ma l'invadenza di Ririkumutima lo costringe ad abbandonare e a ritirarsi nella sua capitanìa di Bweru.

In effetti tutto il, seppur breve, regno di Mutaga è caratterizzato dalla presenza di questa donna. Gelosa che il designato alla successione non sia stato uno dei suoi figli, Karabona, Bishinga, Nduwumwe, Bangura o Nganguzi come ella sperava.

Riuscì a far sparire la madre di Mutaga e a far credere a tutti che era lei la vera madre del re, assicurandosi così il prestigioso ruolo di mugabekazi (regina madre).

Con la complicità dei figli riesce poi a sbarazzarsi anche del re. Lo mette al corrente di una relazione amorosa tra il fratellastro Bangura e sua moglie Ngezahayo, madre del principe Bangiricenge. Mutaga sorprende Bangura mentre corteggia la moglie e, preso dalla gelosia, affronta in una rissa il fratellastro che, con la complicità del fratello Nduwumwe, riesce a ferirlo gravemente. Morirà febbricitante in seguito a questa ferita.

Infine, dopo la morte del re, manderà Kagomba a Kumbizi ad uccidere la Ngezahayo, oramai considerata la causa della morte del re, che morirà strangolata.  Non solo, compirà un vero e proprio genocidio facendo sterminare tutto il clan Bavubikiro, di cui Ngazahayo faceva parte, ma che aveva fornito i natali anche alla madre di Mwezi Gisabo Vyano. Di nuovo si assicurerà il controllo sulla successione e sulla reggenza usurpando nuovamente la carica di mugabekazi e garantendo ai propri figli e parenti, specialmente a Rutana, marito di sua figlia Inabayengero, le terre sottratte ai Bavubikiro.

Ririkumutima morirà essa stessa strangolata nel 1917.
L'amministrazione coloniale tedesca, che già con Mwezi Gisabo aveva attuato una politica del "divide et impera ", in tutte queste vicende ha avuto buon gioco.
A Mutaga Mbikije succederà il figlio di tre anni Bangirigenge che prenderà il nome di Mwambutsa.